# Laurent Tangy
Laurent Tangy ist ein französischer Kameramann.

## Leben
Tangy ist seit Mitte der 2000er Jahre als Kameramann aktiv. Zunächst war er vor allem bei der Produktion verschiedener Kurzfilme beteiligt. Daneben war er Kameramann bei der Produktion von Werbespots und Musikvideos für Künstler wie Justice vs. Simian oder Sébastien Tellier.
Seit dem Jahr 2011 wirkte Tangy zunehmend an größeren Filmproduktionen mit. Seit Der Unbestechliche – Mörderisches Marseille (2014) arbeitet er wiederholt mit Regisseur Cédric Jimenez zusammen. Seine Arbeit an Gilles Lellouches Tragikomödie Ein Becken voller Männer brachte Tangy beim César 2019 eine Nominierung in der Kategorie Beste Kamera ein.
Er ist Mitglied der Association française des directeurs de la photographie cinématographique (AFC). Tangy lebt in Paris.

## Filmografie (Auswahl)
- 2004: Fragile (Kurzfilm)
- 2004: Printemps de vie (Kurzfilm)
- 2005: Le personnage (Kurzfilm)
- 2007: Bourreau (Kurzfilm)
- 2007: Affection (Kurzfilm)
- 2008: Paul Rondin est... Paul Rondin (Kurzfilm)
- 2008: Boulevard des Hits (Kurzfilm)
- 2009: Sleepwalker (Kurzfilm)
- 2011: Last Blood (Kurzfilm)
- 2011: Et soudain tout le monde me manque
- 2011: Mike
- 2011: The Incident
- 2012: Radiostars
- 2013: It Boy – Liebe auf Französisch (20 ans d’écart)
- 2014: Braquo (Fernsehserie, 4 Episoden)
- 2014: Der Unbestechliche – Mörderisches Marseille (La French)
- 2014: The Pyramid – Grab des Grauens (The Pyramid)
- 2015: The Last Panthers (Fernsehserie, 5 Episoden)
- 2017: Die Macht des Bösen (The Man with the Iron Heart)
- 2018: Ein Becken voller Männer (Le grand bain)
- 2019: Get In (Furie)
- 2019: #jesuislà
- 2020: Bac Nord – Bollwerk gegen das Verbrechen (BAC Nord)
- 2021: OSS 117 – Liebesgrüße aus Afrika (OSS 117: Alerte rouge en Afrique noire)
- 2021: Das Ereignis (L’événement)
- 2022: Mascarade
- 2024: Beating Hearts (L’amour ouf)
- 2024: Emmanuelle